# Agrotis meridionalis
Agrotis meridionalis är en fjärilsart som beskrevs av Arnold Spuler 1905. Agrotis meridionalis ingår i släktet Agrotis och familjen nattflyn. Inga underarter finns listade i Catalogue of Life.